# طلب آمرزش
«طلب آمرزش» داستان کوتاهی از نویسندهٔ ایرانی، صادق هدایت است که بار نخست در ۱۳۱۱ خورشیدی همراه با ده داستان کوتاه دیگر در مجموعه‌داستان سه قطره خون در تهران منتشر شد.

## خلاصهٔ داستان
داستان با توصیف‌های هدایت از بیابان آغاز می‌شود. پس از آن بخشی از زندگی عزیزآقا را از زبان خودش می‌خوانیم. او که در آغاز با شوهرش (گداعلی) زندگی خوبی داشته‌است، به دلیل بچه‌‌دار نشدن، و به خواست شوهرش، مقدمهٔ ازدواج او و خدیجه را فراهم می‌کند. حسادت او  نیز از همین جا آغاز می‌شود. عزیزآقا دو فرزند پسر هوویش و سپس خودِ او را می‌کشد. او اکنون برای طلب آمرزش همراه با پسر هوویش که او را ننه صدا می‌کند، به سفر زیارتی آمده‌است.

## نقدها
به‌گفتهٔ آیتی و اکبری، هدایت حسادت و پیامدهای آن را به خوبی در داستان نشان داده است و این احساس نه تنها مضمون اصلی داستان است، بلکه مهم‌ترین نقش را در پیشبرد خط سیر داستان ایفا می‌کند. آن‌ها تلاقی حسادت و شرمساری در پایان داستان را قابل توجه دانسته‌اند.

## یادداشت
1. ↑  آیتی و اکبری عزیزآقا را یک اشتباه چاپی دانسته‌اند. به‌گفتهٔ آن‌ها منظور هدایت آغا بوده است که پسوندی در نام برخی از خانم‌های سیده است.